# Saison 2 de Daria
Chronologie
Saison 1 Saison 3
Cet article présente le guide de la deuxième saison de la série télévisée d'animation Daria.

## Distribution
Les personnages suivants sont présents dans tous les épisodes :
- Daria, Quinn, Helen et Jake Morgendorffer
- Jane Lane

Pour les autres personnages, leur présence est notifiée à chaque épisode.

## Épisodes

### Épisode 1:Chef-d'œuvre en péril
- Titre original : Arts 'N Crass
- Diffusions : 
  -  États-Unis : 16 février 1998 sur MTV
  -  France :
- Personnages : Kevin & Brittany, Trent, Jodie, M. O'Neill, Mlle Li, Upchuck.
- Autre personnage : Mlle Defoe, Marianne, Amanda Lane.
- Résumé :

Le lycée participe à un concours artistique ayant pour thème « la vie au lycée à l'aube d'un nouveau millénaire ». Jane participe à ce concours à la demande de Mlle Defoe et se fait aider de Daria. De leur aversion pour la vie au lycée, nait l'idée d'une œuvre sombre. Jane crée une affiche représentant une jeune fille, jolie et fine ; mais elle est complétée d'un texte écrit par Daria, portant sur l'anorexie.
- Commentaires :

Cet épisode peut être considéré comme la première apparition (à deux reprises) d'Amanda Lane, la mère de Jane et Trent, malgré le fait qu'elle ne parle pas et qu'on ne voit pas son visage.

### Épisode 2:Une sortie très éducative
- Titre original : The Daria Hunter
- Diffusions : 
  -  États-Unis : 23 février 1998 sur MTV
  -  France :
- Personnages : Kevin & Brittany, Jodie, Mack, Sandi, Stacy, Tiffany, M. DeMartino, M. O'Neill, Mme Barch, Mlle Li, Andrea, Jamie, Jeffy et Joey.
- Autre personnage : Jim, Jordana.
- Résumé :

Une sortie scolaire multi-classes dans un paintball est organisée par le lycée. Daria et Quinn s'arrangent pour que leurs parents ne se proposent pas comme accompagnateurs, mais elles les retrouvent sur place, contactés entre-temps par M. O'Neill. Peu après, Daria et Jane s'échappent pour visiter une attraction touristique bas de gamme plagiant Les Dents de la mer. Pendant ce temps, entre Quinn et Sandi, Helen et Mlle Li, Mme Barch et les hommes, le paintball devient l'occasion de vengeances personnelles.

### Épisode 3:Super cerveau
- Titre original : Quinn the Brain
- Diffusions : 
  -  États-Unis : 2 mars 1998 sur MTV
  -  France :
- Personnages : Kevin & Brittany, Sandi, Stacy, Tiffany, M. O'Neill, Andrea, Jamie, Jeffy et Joey.
- Autres personnages : Corey.
- Résumé :

À la suite de mauvais résultats scolaires, Quinn est contrainte par ses parents à passer plus de temps à étudier et va jusqu'à annuler des rendez-vous. Les progrès obtenus en une semaine impressionnent M. O'Neill à tel point qu'il décide de lire la dernière dissertation de Quinn devant la classe, puis de la faire publier dans la gazette du lycée. Elle acquiert le statut d'intellectuelle auprès des autres élèves, ce qui navre Daria.
- Commentaires :

Quinn prouvera par la suite qu'elle peut être douée pour les études, dans Vivement la rentrée.

### Épisode 4:Gai, gai marions-nous
- Titre original : I Don't
- Diffusions : 
  -  États-Unis : 9 mars 1998 sur MTV
  -  France :
- Personnages : Kevin & Brittany, Jodie, Mack, Sandi, Upchuck.
- Autres personnages : Rita Barksdale, Amy Barksdale, Erin Chambers, Brian Danielson, Paul Meyerson, Garret, Luhrman, Daphne, le pasteur.
- Résumé :

Erin, la fille de Rita et cousine de Daria et Quinn, va se marier. La famille se rend au mariage au grand palais de Windsor Hill ; Daria et Quinn y sont demoiselles d'honneur. Des tensions apparaissent dès le début de l'épisode entre Helen et sa sœur Rita et montent graduellement au fil de l'épisode. Helen se saoule au mariage et reproche à Rita de profiter du favoritisme de leur mère. Leur autre sœur, Amy, propose à Daria de s'éclipser du mariage, qui vire au règlement de comptes familial.
- Commentaires :

Première apparition d'Amy et Rita Barksdale, les deux sœurs d'Helen.

### Épisode 5:Douce nostalgie
- Titre original : That Was Then, This Is Dumb
- Diffusions : 
  -  États-Unis : 16 mars 1998 sur MTV
  -  France :
- Personnages : Trent, M. DeMartino.
- Autres personnages : Jesse Moreno, Coyote, Willow et Ethan Yeager, Mme Johannsen.
- Résumé :

Les Morgendorffer reçoivent Coyote et Willow Yeager, des amis de jeunesse restés bloqués dans l'idéalisme hippie des années 1960. Ils découvrent combien les Morgendorffer sont devenus conventionnels depuis cette époque ; un fossé culturel s'est creusé entre ceux qui poursuivaient autrefois la même idéologie. De leur côté, Daria et Jane aident Trent et Jesse à vendre des vinyles sur un marché aux puces.

### Épisode 6:Dur, dur d'être une star
- Titre original : Monster
- Diffusions : 
  -  États-Unis : 23 mars 1998 sur MTV
  -  France :
- Personnages : Kevin & Brittany, Trent, Jodie, Mack, Sandi, Stacy, Tiffany, M. O'Neill.
- Autres personnages : Corey, Zachary.
- Résumé :

Daria et Jane rencontrent M. O'Neill à la sortie d'un cinéma qui projetait un film russe ancien. La conversation qui s'ensuit donne à M. O'Neill l'idée d'un travail pour la classe : réaliser un court métrage. Jodie et Mack partent sur une fiction romanesque avec Brittany et Kevin, puis décident finalement de tourner un documentaire sur des employés grévistes. Daria et Jane, après quelques idées infructueuses, décident de faire un documentaire orienté sur la vie de Quinn.
- Commentaires :

Le documentaire de Daria et Jane s'intitule Les Profondeurs de la futilité - Une histoire vraie (The Depths of Shallowness - A True Story).

### Épisode 7:Brève rencontre
- Titre original : The New Kid
- Diffusions : 
  -  États-Unis : 30 mars 1998 sur MTV
  -  France :
- Personnages : Kevin & Brittany, Jodie, Sandi, Stacy, Tiffany, M. DeMartino, Mme Barch, Andrea.
- Autres personnages : Grant Clinton, Leslie DeWitt, Ted DeWitt-Clinton, Robert, Shawn.
- Résumé :

Daria fait la connaissance d'un garçon très étrange. Éduqué par ses parents, il est très porté sur la culture médiévale et ignore tout de la vie ordinaire moderne. Ses parents refusent la société de consommation et cultivent eux-mêmes leur maïs. Daria lui fera découvrir le chewing-gum, les pizzas, les jeux vidéo et les Beatles. Ils travaillent ensemble sur l'almanach du lycée.
- Commentaires :

Première apparition de Ted et Robert.

### Épisode 8:Chez les surdoués
- Titre original : Gifted
- Diffusions : 
  -  États-Unis : 29 juin 1998 sur MTV
  -  France :
- Personnages : Kevin & Brittany, Trent, Jodie, Mack, Sandi, Stacy, Tiffany, Mme Barch, Mlle Li.
- Autres personnages :  Andrew & Michele Landon, Linda Griffin, Sam et Chris Griffin, Laurena, Lara, Graham, Cassidy.
- Résumé :

Daria et Jodie sont invitées un week-end à visiter l'établissement privé de Grove Hills, un lycée proposant un cadre élitiste aux élèves ayant les meilleurs résultats. Elles sont accompagnées de leurs parents, qui se rencontrent pour la première fois ; les Morgendorffer découvrent la mentalité ultra-conservatrice des Landon.
- Commentaires :

Première apparition de Michele et Andrew Landon, les parents de Jodie, et de Linda, Sam et Chris Griffin, la mère et les frères cadets de Sandi.

### Épisode 9:Rouge tomate
- Titre original : Ill
- Diffusions : 
  -  États-Unis : 6 juillet 1998 sur MTV
  -  France :
- Personnages : Kevin & Brittany, Trent, Jodie, Mack, M. O'Neill.
- Autres personnages : Jesse Moreno, Nicholas Campbell, Max Tyler, Dr Davidson, Dr Phillips, Eleanor Sullivan.
- Résumé :

Durant un concert des Spirale Mystik, Daria est victime d'une éruption cutanée inexpliquée. Elle s'éclipse discrètement pour échapper à la vue de Trent. Cette éruption se reproduit subitement en plein cours. Elle se fait ensuite hospitaliser pour connaître l'origine de ce phénomène.
- Commentaires :

Le groupe Spirale Mystik est maintenant complet, avec la présence de Nicholas Campbell, le bassiste, et Max Tyler, le batteur.

### Épisode 10:Une fête parfaite
- Titre original : Fair Enough
- Diffusions : 
  -  États-Unis : 13 juillet 1998 sur MTV
  -  France :
- Personnages : Kevin & Brittany, Jodie, Mack, Sandi, Stacy, Tiffany, M. DeMartino, M. O'Neill, Mme Barch, Mme Bennett, Mlle Li, Andrea, Upchuck, Jamie, Jeffy et Joey.
- Autres personnages : Doug et Linda Griffin, Sam et Chris Griffin.
- Résumé :

Quinn, Sandi et Brittany se concurrencent pour obtenir le premier rôle féminin d'une pièce de théâtre. Quinn obtient le rôle, ce qui crée une jalousie chez Sandi, mais aussi chez Brittany qui cherche à éloigner son Kevin, lequel a obtenu le premier rôle masculin. Cette pièce fait partie d'un festival médiéval auquel la majorité des personnages assiste.
- Commentaires :

Unique apparition de Doug Griffin, le père de Sandi.

### Épisode 11:Rien ne sert de courir
- Titre original : See Jane Run
- Diffusions : 
  -  États-Unis : 20 juillet 1998 sur MTV
  -  France :
- Personnages : Kevin & Brittany, Trent, Jodie, Mack, Sandi, Stacy, Tiffany, Andrea.
- Autres personnages : Mlle Morris, Evan, Calvin.
- Résumé :

Daria et Jane refusent de se soumettre aux entrainements de pom-pom girls en cours d'éducation physique, mais à contre-courant de ce choix, Jane s'inscrit à une compétition de course à pied et participe à des cours d'entrainement facultatifs. Cette décision crée un trouble dans leur amitié.
- Commentaires :

Première apparition de Mlle Morris, professeur d'éducation physique, qui n'apparait que quatre fois dans la série, dont trois fois comme figurante.

### Épisode 12:Les Joies du piercing
- Titre original : Pierce Me
- Diffusions : 
  -  États-Unis : 27 juillet 1998 sur MTV
  -  France :
- Personnages : Brittany, Trent, Jodie, Stacy, Tiffany.
- Autres personnages : Axl, Monique, Eric Schrecter et Jasmine, Ashley-Amber Taylor, Theresa, les Spirale Mystik.
- Résumé :

Trent se fait aider de Daria pour aller choisir un cadeau d'anniversaire pour Jane. Après avoir débattu d'une série de cadeaux potentiels, leur choix s'arrête sur un piercing dans le nombril... de Daria ! Quinn s'inscrit à un défilé de mode mère-fille avec sa mère.
- Commentaires :

Première apparition d'Eric Schrecter, le collègue d'Helen avec lequel elle est souvent au téléphone. Il est accompagné de sa nièce Jasmine.

### Épisode 13:La Fureur d'écrire
- Titre original : Write Where it Hurts
- Diffusions : 
  -  États-Unis : 3 août 1998 sur MTV
  -  France :
- Personnages : Kevin & Brittany, Trent, Jodie, Mack, M. DeMartino, M. O'Neill, Jamie, Jeffy et Joey.
- Autres personnages : Jesse Moreno.
- Résumé :

M. O'Neill propose la lecture de certaines œuvres de fiction ayant une dimension morale dans le cadre de son cours, mais Daria les a déjà toutes lues. Il lui propose à la place, d'écrire elle-même une fiction de ce type, basée sur des personnages réels. La tâche est difficile pour Daria, qui écrit de nombreuses histoires d'inspirations variées mais sans réelle profondeur.
- Commentaires :

Le texte final de Daria présente la famille Morgendorffer dans l'avenir. Helen et Jake sont retraités, Quinn est mariée à Jamie et a quatre enfants et Daria est devenue chroniqueuse engagée dans un journal et vit avec un certain Marcello.